# Eisenbahnunfall von Bhangala
Der Eisenbahnunfall von Bhangala war der Frontalzusammenstoß zweier Züge bei dem Bahnhof Bhangala in Punjab (Indien) am 14. Dezember 2004 aufgrund von Fahrdienstleiterfehlern. 38 Menschen kamen dabei ums Leben.

## Ausgangslage
Der Eisenbahnunfall ereignete sich auf der eingleisigen Bahnstrecke zwischen Pathankot und Jalandhar. Die Zugsicherung erfolgte hier durch Zugstabsystem: Der Fahrdienstleiter übergibt dem Lokomotivführer einen Gegenstand, dessen Besitz es ihm erlaubt, in einen bestimmten Streckenabschnitt einzufahren. Die Absprache zwischen den Blockstellen darüber, welcher Zug einen solchen „Token“ erhielt, erfolgte telefonisch.
Ein Schnellzug war vom Bahnhof Jammu Tawi, dem größten Bahnhof von Jammu Tawi, mit dem Ziel Ahmedabad unterwegs und fuhr auf Jalandhar zu. In der Gegenrichtung war ein Dieseltriebwagen im Regionalverkehr von Jalandhar nach Pathankot unterwegs.

## Unfallhergang
Die Telefonverbindung entlang der Strecke war auf Grund von Bauarbeiten für ein zweites Gleis der Strecke gestört. Die Fahrdienstleiter der benachbarten Bahnhöfe Bhangala und Mirthal verständigten sich über das öffentliche Telefonnetz. Dabei kam es zu einem Missverständnis und die beiden Fahrdienstleiter vergaben jedem der beiden Triebfahrzeugführer einen „Token“, so dass beide in entgegengesetzter Richtung in denselben Blockabschnitt einfuhren. Gegen 12:00 Uhr kollidierten die beiden Züge in der Nähe des Dorfes Mansar. Die Lokomotive des Zuges dessen erster Wagen und drei Wagen des Dieseltriebwagens wurden schwer beschädigt. Vom Lokpersonal überlebte nur der Triebfahrzeugführer der Lokomotive, allerdings schwer verletzt.

## Folgen
38 Menschen starben, 40 weitere wurden verletzt.